# Przestrzeń społeczna
Przestrzeń społeczna – przestrzeń istniejąca w ramach innego porządku ontologicznego niż fizyczna i której rozmiarów nie da się określić, powstaje dzięki działaniom jednostki i grup zaspokajających potrzeby, realizujących aspiracje.
Przestrzeń jest społeczna, ponieważ:
- jest wytwarzana w procesie zbiorowym,
- charakteryzujemy ją poprzez odwołanie się do określonych działań indywidualnych i zbiorowych,
- ludzie przyznają jej określone znaczenie, wartość,
- może być czyjąś własnością,
- można odwołać ją do cech ludzi, którzy ją zamieszkują, do cech kultury lokalnej,
- może być rozważana jako odległości i dystanse mierzone inaczej niż w przypadku przestrzeni fizycznych.